# Леогра (Виченца)
Леогра је насеље у Италији у округу Виченца, региону Венето.
Према процени из 2011. у насељу је живело 110 становника. Насеље се налази на надморској висини од 82 м.